# 2020年11月中國大陸

## 11月1日
- 中国第七次全国人口普查开始[1]。
- 天津南环铁路铁路桥在维修过程中坍塌，致7死5伤[2]。
- 广州中山三院一医生出诊时被砍[3]。

## 11月2日
- 陕西榆林靖边“埋母案”一审宣判，被告人马某宽犯故意杀人罪[4]。

## 11月4日
- 陕西铜川一煤矿发生疑似瓦斯事故[5]，有8人失联。目前经第一阶段入井侦察搜救，找到4名遇难矿工[6]。

## 11月5日
- 中华人民共和国商务部和上海市人民政府在国家会展中心举行第三届中国国际进口博览会[7]。

## 11月7日
- 天津销往太原的冷冻带鱼 在抽检中检出新冠病毒阳性[8]。

## 11月8日
- 天津确诊1例新冠疫情本土病例后，迅速进入战时状态[9]。

## 11月9日
- 穿越横断山脉的川藏铁路雅安到林芝段开始动工[10]。
- 辽宁省承派的中国(辽宁)援冈比亚抗疫医疗队2020年11月9日抵达冈比亚首都班珠尔，开始为期3个月的医疗援助任务。该支医疗队是中国向非洲国家派出的第一支整建制国际抗疫医疗队[11]。

## 11月10日
- 由中华人民共和国自然资源部组织的中国第37次南极科学考察队搭乘“雪龙2”号极地科学考察破冰船从上海出发，开始执行南极科学考察任务（2021年5月7日成功返回）[12][13]。

## 11月12日
- 在浦东开发开放30周年纪念日过去近7个月后，浦东开发开放30周年庆祝大会在上海世博中心举行，习近平出席大会并讲话[14]。
- 在中超末轮的争冠大战中，江苏苏宁2:1战胜广州恒大，夺得队史首座中超冠军奖杯[15]。

## 11月15日
- 区域全面经济伙伴关系协定在越南正式签署，越南政府总理阮春福、中国国务院总理李克强等出席签署仪式[16]。

## 11月18日
- 中国北方多地降雪，南方多地气温超31°C。[17]
- 湖南汨罗市一餐馆发生爆炸，多人受伤。[18]

## 11月19日
- 山东省德州市中级人民法院在官方微博发布《关于被告人张吉林、刘兰英、张丙虐待罪案有关情况的通报》，通报表述“我院经依法审理，认为本案未涉及国家秘密或个人隐私，原审不公开开庭审理，违反法律规定的诉讼程序，裁定撤销原判，发回禹城市人民法院重新审理。[19]”

## 11月20日
- 第十八届广州国际汽车展览会在中国进出口商品交易会展馆举办[20][21]，11月29日结束[22][23]。
- 河南省信陽市淮滨县境内220国道张庄乡梧桐村路段，一辆皖KQ3062货车撞到出殡的送行人群，導致2人当场死亡，7人送往医院途中和医院救治无效死亡[24]。
- 清华大学美院的老师回应近期网络学弟被错怪的热搜事件，称双方已和解。[25]
- 上海市出现散发新冠病例，密切接触人员被隔离观察，相关小区被列为中风险地区。[26]
- 中共中央公布：吉林省委书记巴音朝鲁、湖南省委书记杜家毫、贵州省委书记孙志刚、云南省委书记陈豪年满65岁不再担任现职，遗缺分别由本省省长景俊海、许达哲、谌贻琴、阮成发接替。农业农村部副部长韩俊、国家电网董事长毛伟明、江西省委副书记李炳军、云南省委副书记王予波分别提名为四省省长人选。[27][28]

## 11月23日
- 中华人民共和国贵州省人民政府宣布，贵州省最后9个贫困县正式去除“贫困县”称号。自此，中华人民共和国国务院认定的832个国家级贫困县全部“脱贫摘帽”，实现全国脱贫攻坚目标任务[29]。

## 11月24日
- 中国探月工程的嫦娥五号探测器通过长征五号遥五运载火箭在文昌航天发射场成功发射，进入地月转移轨道，执行中华人民共和国的首次地外天体采样返回任务。

## 11月25日
- 习近平致电祝贺乔·拜登当选美国总统。[30]

## 11月26日
- 韩国总统文在寅在首尔会见对韩国进行正式访问的国务委员兼外长王毅。[31]

## 11月27日
- 第十七届中国-东盟博览会和中国-东盟商务与投资峰会在广西南宁开幕。中央外事工作委员会办公室主任杨洁篪出席开幕式、巡视博览会展馆并集体会见东盟国家和巴基斯坦驻华使节[32]。

## 11月30日
- 李克强出席上海合作组织成员国政府首脑（总理）理事会第十九次会议[33]。
- 中共中央决定：福建省委书记于伟国、海南省委书记刘赐贵、农业农村部部长韩长赋、商务部部长钟山年满65岁不再担任现职。四川省省长尹力调任福建省委书记，海南省省长沈晓明升任省委书记，甘肃省省长唐仁健调任农业农村部党组书记、提名部长人选，黑龙江省省长王文涛调任商务部党组书记、提名部长人选。浙江省委常委、常务副省长冯飞调任海南省委副书记、提名省长人选，河南省委常委、常务副省长黄强调任四川省委副书记、提名省长人选，江苏省委副书记任振鹤调任甘肃省委副书记、提名省长人选。